# Gökçeada
Gökçeada, bis 29. Juli 1970 İmroz von griechisch Ίμβρος Imvros (f. sg.) (deutsch: Imbros), ist eine Ägäisinsel in der türkischen Provinz Çanakkale. Hauptort der Insel ist die Stadt Gökçeada, die gleichzeitig Kreisstadt des gleichnamigen mit der Insel flächenmäßig identischen Landkreises ist. Bewohnt wird die Insel von Türken und einer alteingesessenen griechischen Minderheit.

## Name
Der türkische Name Gökçeada („himmlische Insel“) ist eine moderne Schöpfung der türkischen Verwaltung, die seit dem 29. Juli 1970 als offizieller Name der Insel gilt. Vorher hieß die Insel im Türkischen und Osmanischen İmroz (ايمروز). Die Griechen nennen die Insel Ímvros; der deutsche Name Imbros entspricht der altgriechischen Aussprache. Erstmals genannt wird die Insel von Homer als Ἴμβρος. Von der Forschung wird angenommen, dass der Name möglicherweise zum luwischen Wort immra- „Feld, Flur“ gehört. Doch ist diese Herleitung nicht unumstritten, zumal die Anwesenheit von luwischsprachigen Völkern in dieser Region nicht belegt werden kann. Italienische Geografen nannten die Insel Imbro, Embaro oder Lembro.

## Geographie
Die Insel liegt strategisch günstig am Eingang der Dardanellen im Thrakischen Meer, 16 km westlich der Halbinsel Gelibolu und rund 30 km nordöstlich der Insel Limnos sowie 25 km südöstlich der Insel Samothraki. Sie ist 13 km breit und 30 km lang und hat eine Fläche von 287 km2. Die Insel hatte 9783 Einwohner im Jahr 2018. Der höchste Berg ist der 673 Meter hohe erloschene Vulkan Doruk Tepe oder İlyas Dağ / Profítis Ilías (Προφήτης Ἠλίας).
Die wasserreiche Insel hat viele Quellen und Wasserläufe. Der größte Fluss ist der perennierende Büyükdere (türkisch: „großer Fluss“) oder Megálos Potamós (griechisch: Μεγάλος ποταμός „großer Fluss“), welcher in der Antike Ilissos (Ἰλισσός) hieß. Er hat seine Quellen unter dem İlyas Dağ und fließt ostwärts. In der Enge zwischen dem Berg Kesiktaş Tepe / Arassiá (Αρασσιά, 430 m) und dem Dorf Zeytinliköy / Áyii Theódori wurde von 1977 bis 1983 die Gökçeada-Talsperre errichtet, so dass der Oberlauf des Flusses heute einen Stausee bildet. Unterhalb davon wendet sich der Fluss nach Norden und bildet eine größere sehr fruchtbare Schwemmebene (griechisch: Mégas Kámpos). Ebenfalls am İlyas Dağ entspringt der nach Südwesten abfließende Ballidere, der im Winter sehr viel Wasser führen, in heißen Sommern aber auch austrocknen kann. Der im Sommer wasserlose Değirmendere im Südosten bildet die kleinere fruchtbare Ebene um Eşelek. Im Südosten der Insel liegt die Salzlagune Tuz Gölü / Alikí (Αλυκή).
Das Vorgebirge İnce Burun / Avlaka (Αύλακα) im Südwesten der Insel ist der westlichste Punkt der Türkei. Das Kap Kefaloz (Κέφαλος) im Südosten ist eine lange sandige Landzunge, die beim Tuz Gölü beginnt und eine größere Bucht im Norden bildet. Es endet in einer felsigen, etwa 30 Meter hohen Klippe. Von Natur aus bildet die Bucht Kale Koyu / Áyos Nikólaos bei Kaleköy / Kástro einen guten Anlegeplatz für Schiffe, der schon in der Antike durch eine Mole geschützt wurde, wobei die Bucht damals weiter ins Land hinein reichte. Im Nordosten liegt die Bucht Kuzulimanı, die zu einem modernen Fährenhafen ausgebaut wurde, der ganzjährig angefahren werden kann. Die vom Kap Kefaloz gebildete Bucht bietet zwar Schutz für kleinere Schiffe, taugt aber als Hafen wenig. Bei Pirgoz (Πύργος) im Süden der Insel gibt es einen weiteren Anlegeplatz und noch einen beim Kap İnce Burnu, der wegen unregelmäßiger Strömungen beim Vorgebirge eher unsicher anzufahren ist.

## Geologie

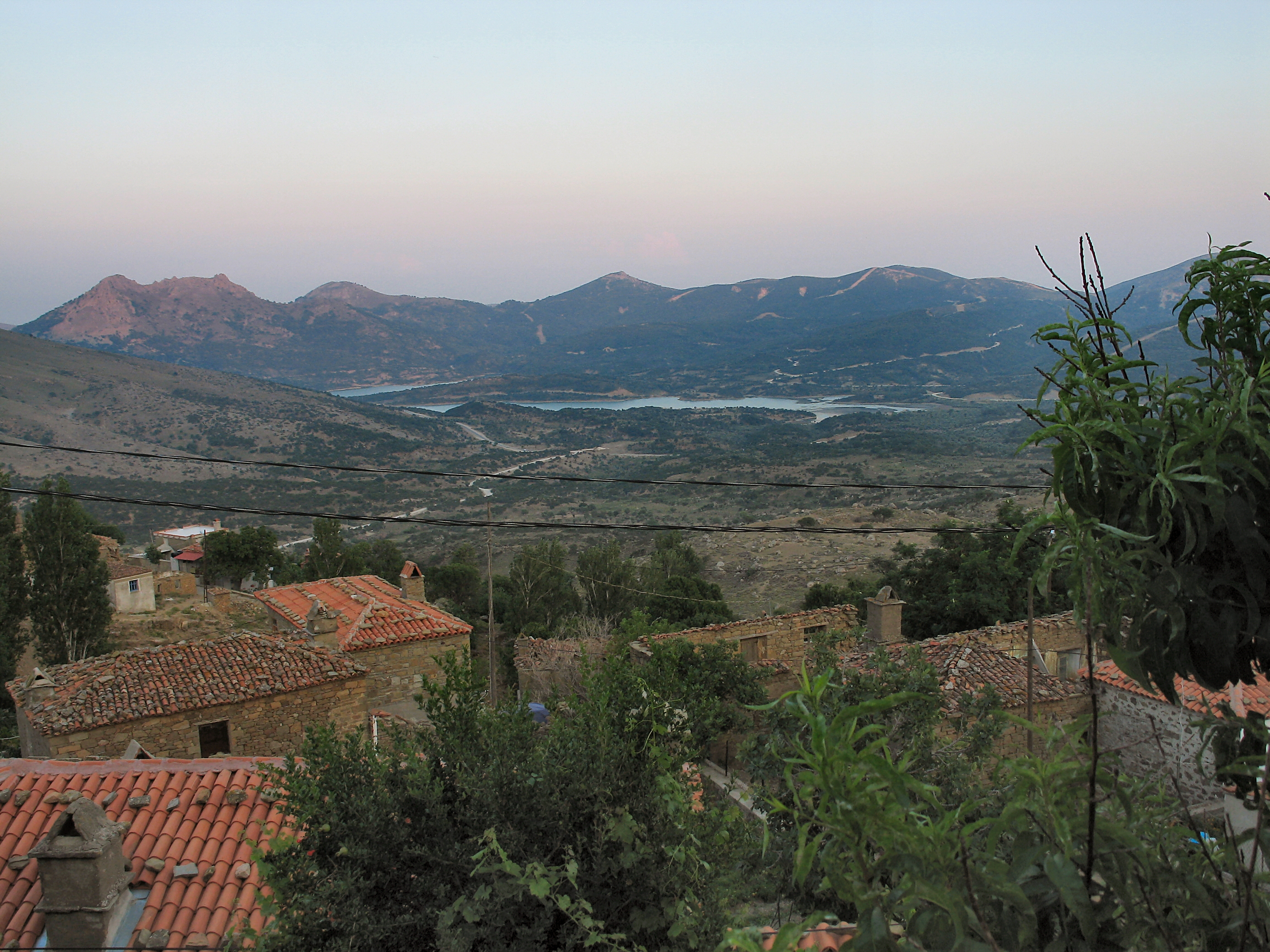
Aussicht von Tepeköy / Agrídia auf den Stausee im Landesinnern

Gökçeada liegt auf der Anatolischen Platte unmittelbar am nördlichen Rand der Plattengrenze zur Eurasischen Platte. Entlang der dadurch entstandenen Transformstörung ereignen sich größere Erdbeben und stellen für die Insel ein großes Risiko dar. Kleine spürbare Erdbeben sind auf Gökçeada nichts Außergewöhnliches. Am 24. Mai 2014 wurde Gökçeada von einem heftigen Erdbeben mit einer Magnitude von 6,9 Mw erschüttert. 30 Menschen wurden dabei verletzt und einige alte Häuser wurden beschädigt.

## Klima
Die Insel hat mediterranes Klima mit warmen trockenen Sommern und feuchten kühlen Wintern. In der Regel sind kühles Wetter und Regen in der ersten Septemberhälfte zu erwarten. Schnee und Bodenfrost sind im Winter keine Seltenheit. Regen fällt zwischen Juni und August in Ausnahmefällen.
|                        | Jan  | Feb  | Mär  | Apr  | Mai  | Jun  | Jul  | Aug  | Sep  | Okt  | Nov  | Dez  |   |      |
| Mittl. Temperatur (°C) | 6,7  | 6,7  | 8,8  | 13,1 | 17,7 | 22,5 | 24,6 | 24,2 | 20,7 | 16,1 | 11,6 | 8,3  | ⌀ | 15,1 |
| Mittl. Tagesmax. (°C)  | 9,4  | 9,7  | 12,2 | 17,1 | 22,1 | 27,3 | 29,5 | 29,0 | 25,3 | 19,7 | 14,5 | 10,8 | ⌀ | 18,9 |
| Mittl. Tagesmin. (°C)  | 4,4  | 4,3  | 6,1  | 9,8  | 13,9 | 18,2 | 20,3 | 20,3 | 17,3 | 13,4 | 9,3  | 6,0  | ⌀ | 12   |
|                        |      |      |      |      |      |      |      |      |      |      |      |      |   |      |
| Sonnenstunden (h/d)    | 3    | 4    | 5    | 7    | 9    | 11   | 12   | 11   | 9    | 6    | 3    | 2    | ⌀ | 6,8  |
|                        |      |      |      |      |      |      |      |      |      |      |      |      |   |      |
| Regentage (d)          | 10,6 | 9,6  | 9,1  | 8,6  | 6,6  | 3,2  | 2,3  | 1,8  | 3,6  | 5,9  | 10,0 | 12,3 | Σ | 83,6 |
|                        |      |      |      |      |      |      |      |      |      |      |      |      |   |      |
| Wassertemperatur (°C)  | 11,8 | 12,3 | 12,9 | 13,1 | 16,6 | 21,4 | 25,1 | 25,6 | 22,4 | 20,7 | 16,1 | 11,9 | ⌀ | 17,5 |
|                        |      |      |      |      |      |      |      |      |      |      |      |      |   |      |
| Luftfeuchtigkeit (%)   | 73   | 71   | 69   | 66   | 64   | 58   | 58   | 59   | 62   | 68   | 72   | 74   | ⌀ | 66,1 |

| 4,4 |

| 4,3 |

| 6,1 |

| 9,8 |

| 13,9 |

| 18,2 |

| 20,3 |

| 20,3 |

| 17,3 |

| 13,4 |

| 9,3 |

| 6,0 |

| 4,4 |

| 4,3 |

| 6,1 |

| 9,8 |

| 13,9 |

| 18,2 |

| 20,3 |

| 20,3 |

| 17,3 |

| 13,4 |

| 9,3 |

| 6,0 |

## Fauna

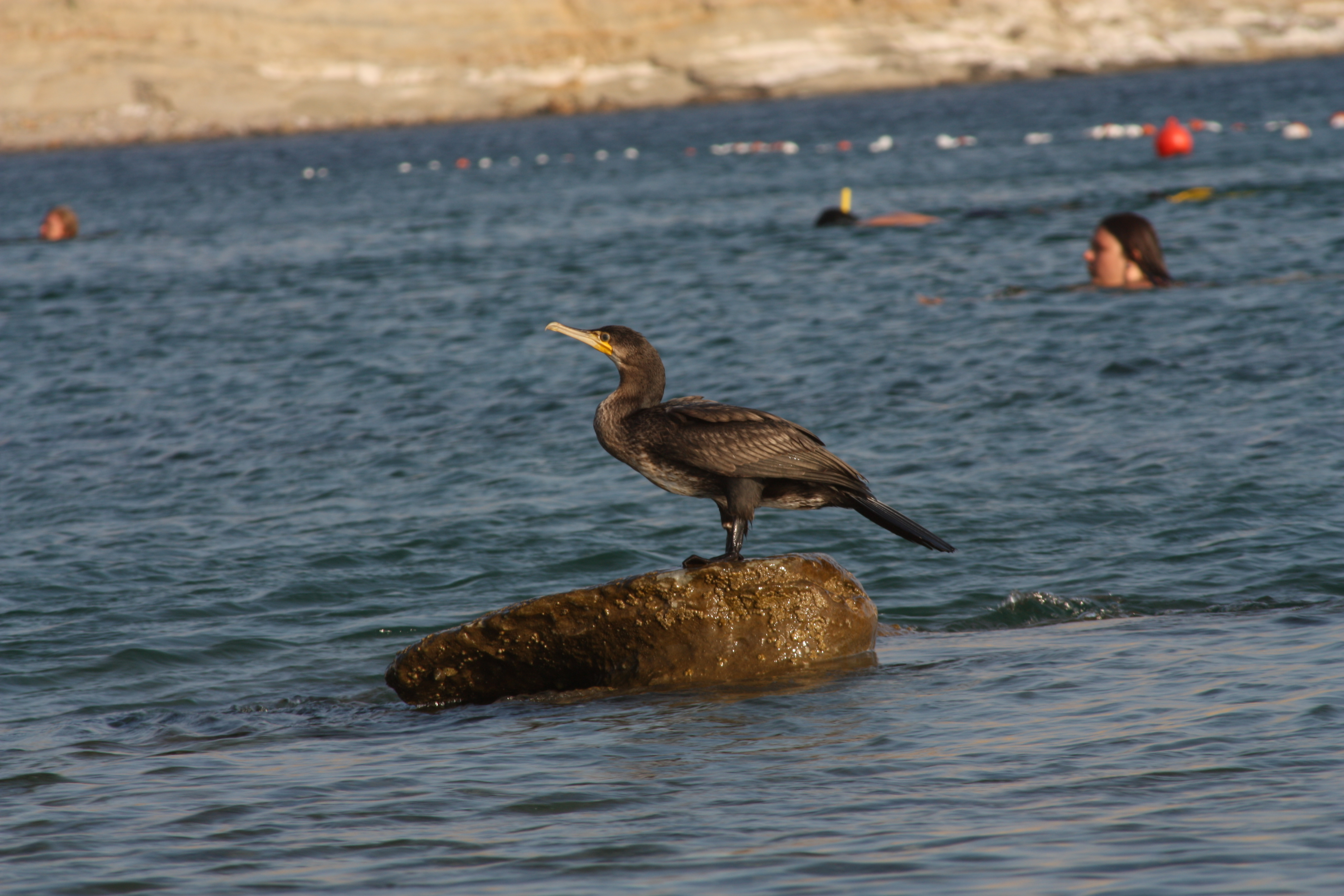
Eine Scharbe an der Küste von Gökçeada.

Zu den größten auf der Gökçeada lebenden Landsäugetieren gehört die Mönchsrobbe (Monachus monachus), welche in Höhlen an der Nordküste vorkommt. Verbreitet ist der Feldhase (Lepus europaeus), während das Kaukasische Eichhörnchen (Sciurus anomalus) mehr an den Wald gebunden ist. Hinzu kommen noch der Weißbrustigel (Erinaceus roumenicus) und kleinere Säugetiere wie die Feldspitzmaus (Crocidura leucodon), drei Mausarten, die Westblindmaus (Spalax leucodon) sowie die Hausratte (Rattus rattus) und weniger häufig die Wanderratte (Rattus norvegicus). An Meeressäugern kommen in umliegenden Meer neben dem Pottwal (Physeter macrocephalus) noch vier Delphinarten vor.
Für Gökçeada wurden 143 Vogelarten verzeichnet, davon sind 63 Standvögel, 55 Sommergäste und 15 Arten Wintergäste. Die restlichen 10 Arten sind Durchzügler, darunter der Flamingo der regelmäßig im Frühling und Herbst am Salzsee Tuz Gölü / Alikí im Südosten der Insel Halt macht.
Auf der ganzen Insel, besonders im Fluss Büyükdere, kommt die Balkan-Bachschildkröte (Mauremys rivulata) vor, daneben wurde noch die Europäische Sumpfschildkröte (Emys orbicularis) beobachtet. Auf der Insel gibt es zehn Schlangenarten. Der Biss der Bergotter (Montivipera xanthina) kann für Menschen tödlich sein. Nicht zu den Schlangen gehört die Panzerschleiche (Pseudopus apodus) die 140 cm lang werden kann. Eidechsen sind ebenfalls verbreitet auf der Insel.
Auf Gökçeada wurden 45 Schmetterlingsarten verzeichnet.

## Flora

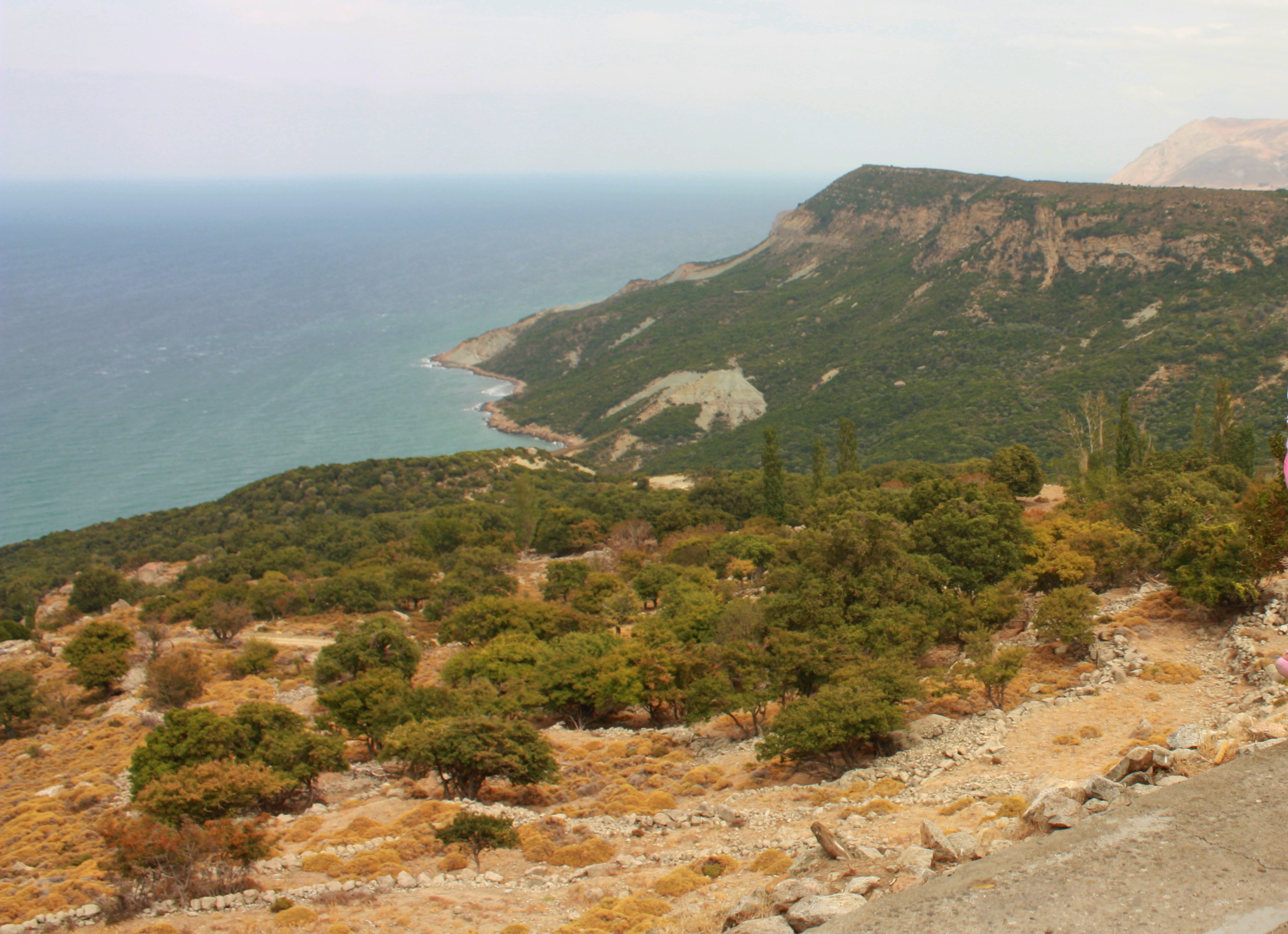
Aussicht von Pınarbaşı / Spiliá mit der für Gökçeada / Ímvros typischen Vegetation

Die Vegetation auf Gökçeada ist mediterran und vor allem durch Phrygana und Macchia gekennzeichnet. Besonders im Nordwesten in höheren Lagen gibt es Wald, oft aber sind die Berge kahl mit nur wenig oder keiner Vegetation. Im Südwesten um den Salzsee Tuzgölü, an dem die Meerstrand-Binse (Juncus maritimus) vorkommt, und auf der Halbinsel Kefaloz ist eine psammophile Vegetation anzutreffen, geprägt durch Kugelbinse (Scirpoides holoschoenus) und Aethorhiza bulbosa.
Die Macchia der Insel besteht aus immergrünen Sträuchern und zwergwüchsigen Bäumen wie wilder Ölbaum (Olive europaea var. sylvestris), Mastixstrauch (Pistacia lentiscus), Östlicher Erdbeerbaum (Arbutus andrachne), Baumheide (Erica arborea), Kermeseiche (Quercus coccifera) und Stech-Wacholder (Juniperus oxycedrus).
Der häufigste Waldbaum ist die Kalabrische Kiefer (Pinus brutia), darunter mischen sich auch Kermeseichen (Quercus coccifera) und Flaumeichen (Quercus pubescens). Eine historische, über 600 Jahre alte Platane (Platanus orientalis) steht bei Pınarbaşı / Spiliá, nördlich des Dorfes Tepeköy / Agrídia.

## Wirtschaft

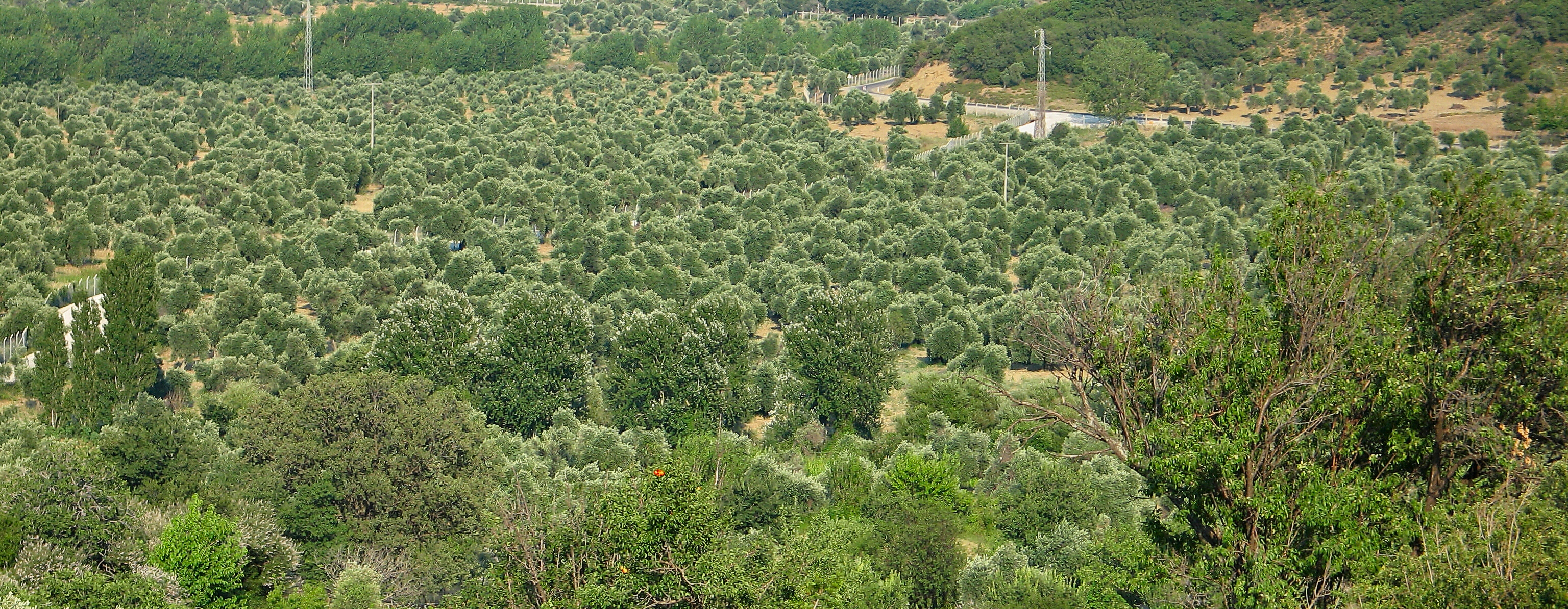
Ölhain auf Gökçeada / Ímvros

Die wichtigsten Wirtschaftssektoren sind Landwirtschaft und Tourismus. Im Rahmen des Projektes Cittàslow wird eine ökologisch-biologische und nachhaltige Wirtschaft angestrebt, die durch das „Gökçeada District Governorship Organic Agriculture Project“ des Landwirtschaftsministerium gefördert wird. Zudem wird auch ein nachhaltiger Öko-Tourismus angestrebt.

### Landwirtschaft
Der wichtigste Landwirtschaftszweig auf Gökçeada ist der Anbau von Oliven, wobei viele Ölbauern auf biologische Bewirtschaftung umgestellt haben und rund die Hälfte der Ölhaine biologisch zertifiziert sind. Traditionelle Ölhaine liegen besonders bei den Dörfern Zeytinliköy / Ágii Theódori, Tepeköy / Agrídia und Dereköy / Schinúdi. Es werden Essoliven und Oliven für die Ölproduktion angebaut. Das erstgepresste Olivenöl wird für den Eigenbedarf der Inselbevölkerung verwendet, während das zweitgepresste Öl exportiert wird. Öle mit mehr als 5 % Säuregehalt werden zu Seife verarbeitet. Die einzige Seifenfabrik der Insel liegt bei Kaleköy / Kástro, die biologische Produkte herstellt. Eine nur auf Gökçeada vorkommende Olive ist die aromatische Ladolia-Olive.

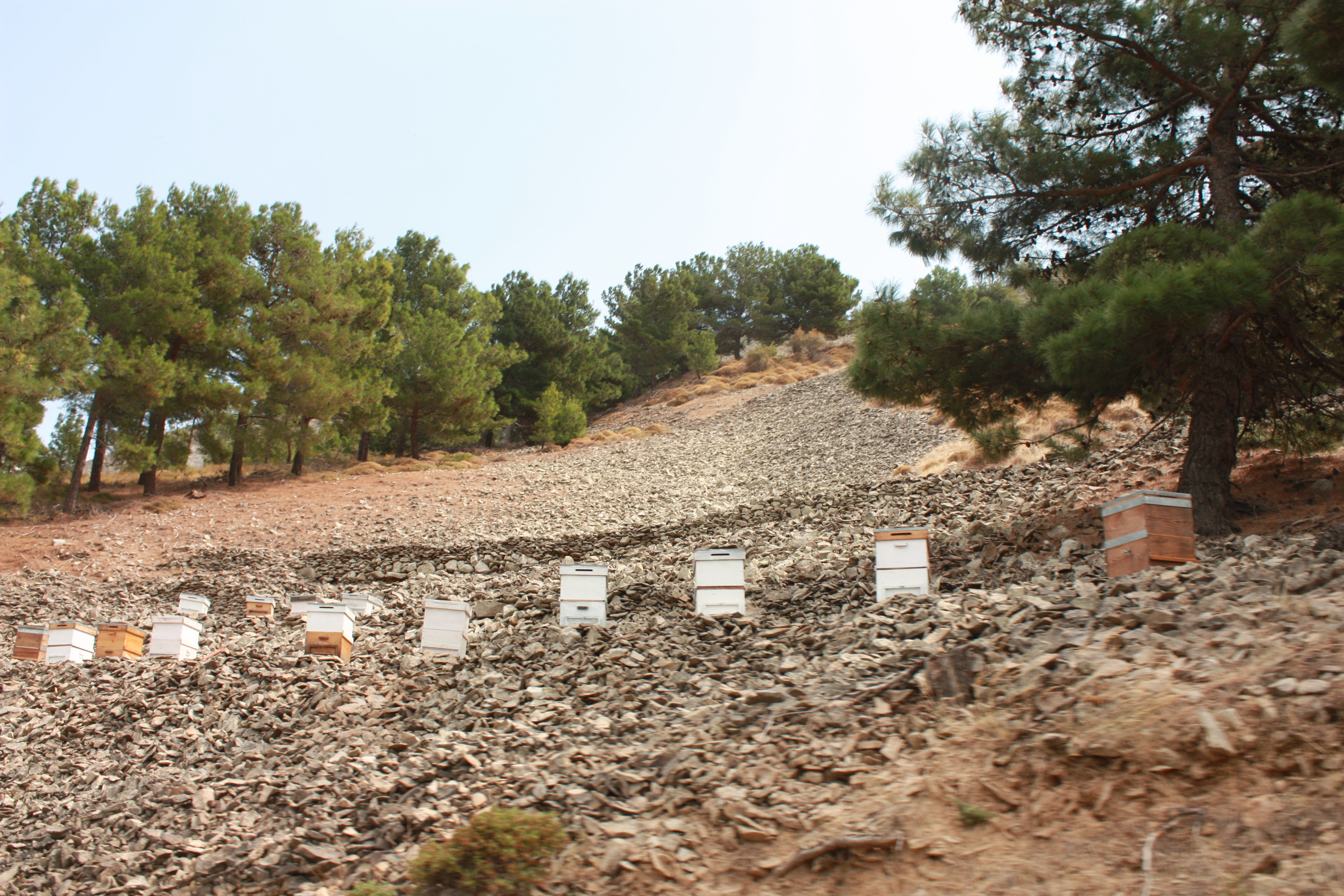
Bienenstöcke bei Marmaros im Nordwesten der Insel

Auch die Imkerei stellt auf biologische Produkte um. Es wird vor allem Thymian-Honig und Kiefern-Honig hergestellt. Auf der Insel gibt es schätzungsweise 2000 Bienenstöcke.
Der Weinbau hat in den letzten Jahrzehnten abgenommen, da er traditionellerweise nur von Griechen betrieben wurde. Heute wird der biologische Weinbau gefördert. Neben traditionellen heimischen Traubenarten, wie Kalabaki, Vasilaki und Mavropali werden zunehmend auch fremde Sorten angebaut, wie zum Beispiel Cabernet-Sauvignon, die auf heimische Rebstöcke aufgepfropft werden.
An Getreide werden vor allem Weizen und Gerste angebaut, aber auch andere weniger ertragreiche Sorten. Weizen wird besonders in der Ebene des Büyükdere / Megálos Potamós angebaut, beim Dorf Eşelek und im Südwesten der Insel. In höheren Lagen wird Gerste und Hafer angebaut, die auch als Tierfutter Verwendung finden.
Früchte, Obst und Nüsse sowie Gemüse werden nur für den Eigenbedarf der Inselbewohner produziert. Die ersten Gewächshäuser wurden 2002 erstellt. Mandelhaine gibt es vor allem beim Dorf Bademli / Glikí. Andere Produkte sind Walnüsse, Birnen, Pflaumen, Pfirsiche, Aprikosen, Maulbeeren sowie Weichselkirschen aus denen der Vişinada-Sirup hergestellt wird.
Tierhaltung ist ebenfalls ein wichtiger Wirtschaftssektor. Schafe und Ziegen laufen meist frei auf der Insel herum und werden im Juni von den Besitzern zusammengetrieben. Eine nur auf der Insel gehaltene Schafart ist das İmroz-Schaf. Rinder und Geflügel sind weniger häufig anzutreffen. Auf Gökçeada befindet sich die erste türkische Molkerei, die biologische Milchprodukte herstellt. Der kaşkaval-Käse, nach dem das nordöstliche Vorgebirge der Insel Kaşkaval Burnu benannt wird, ist eine heimische Käseart. Dieser Käse wird drei Monate lang in einem Gefäß gelagert, wo er heranreift.
Fischerei dagegen ist weniger wichtig und wird besonders an den drei Häfen von Kaleköy / Kástro, Kuzulimanı und Uğurlu betrieben. Ein Teil der Fische wird nach Istanbul exportiert.

### Tourismus

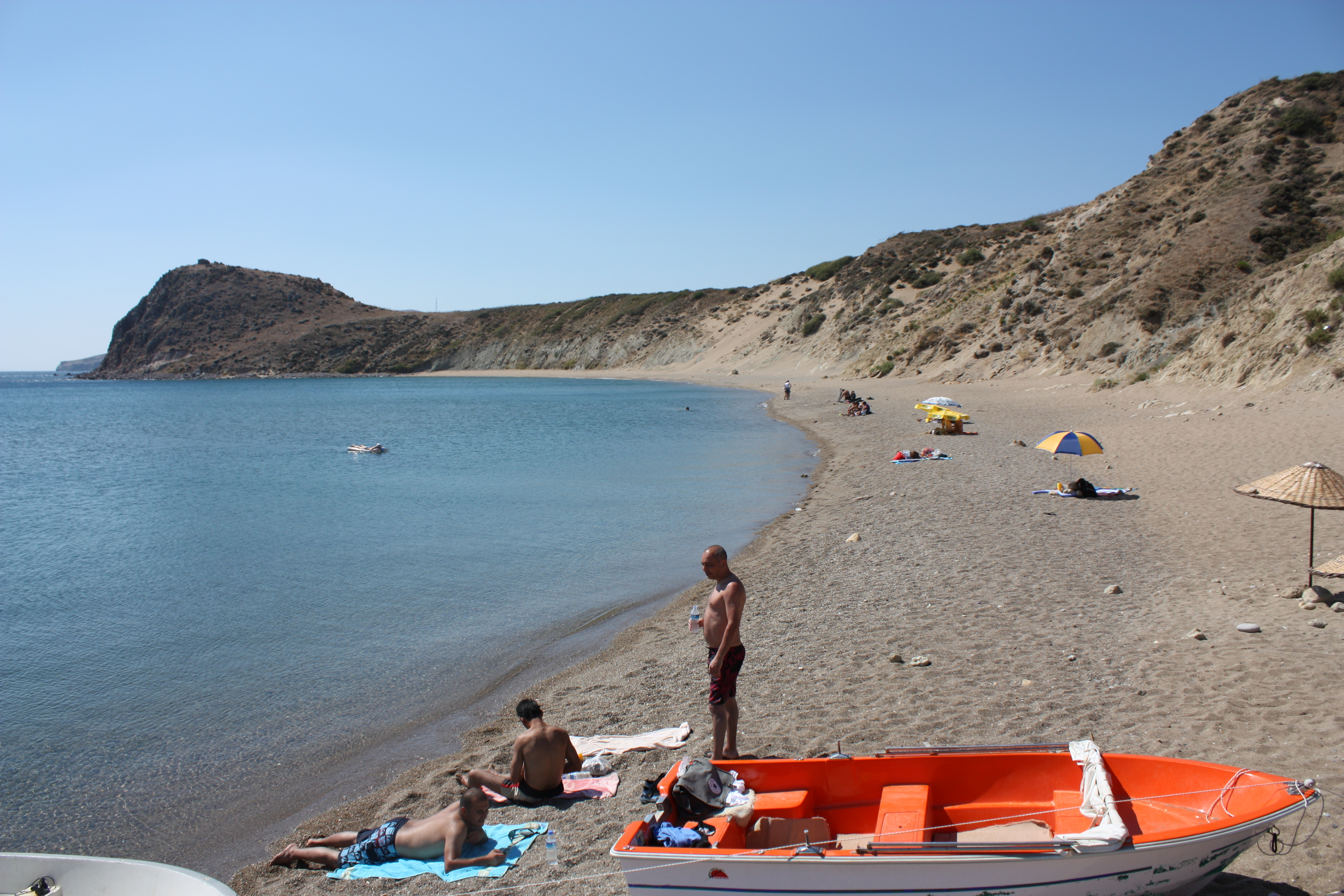
Strand von Lazkoyu im Süden der Insel.

Da Gökçeada / Ímvros bis 1993 nur mit einer Spezialbewilligung besucht werden durfte, ist der Tourismus ein junger Wirtschaftssektor der Insel, was dem Aufbau eines nachhaltigen Öko-Tourismus entgegen kommt. Einheimische und ausländische Touristen besuchen die Insel zum Wandern, Radfahren, Schwimmen, Wellenreiten und Tauchen. Die zum Teil verfallenen alten griechischen Dörfer und Kirchen werden wieder restauriert und für den Tourismus zurechtgemacht. An der Nordküste, östlich von Kaleköy / Kástro wurde im Jahr 1999 der erste türkische Unterwasserpark (türkisch: Gökçeada Sualtı Milli Parkı) errichtet. Zentren des Tourismus liegen im Nordosten bei Kaleköy / Kástro und Yenibademli, das viele Hotels und Herbergen hat, bei Uğurlu im Südwesten der Insel und bei Aydıncık / Kefaloz im Südosten der Insel.

## Geschichte

### Urgeschichte

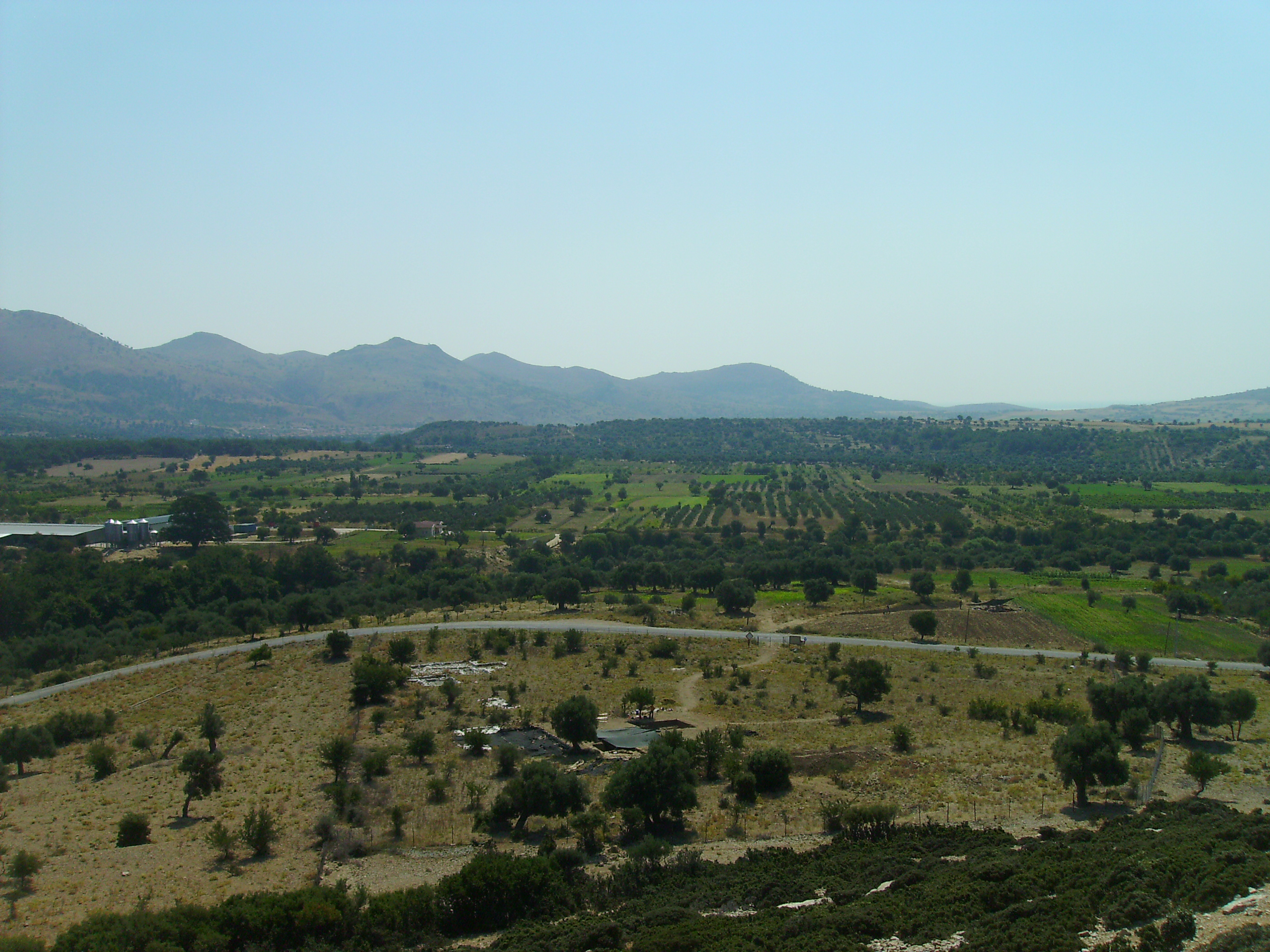
Ebene von Uğurlu mit der neolithischen Ausgrabung (Mitte, links)

Obwohl die Insel während der letzten Kaltzeit, als der Meeresspiegel bis zu 120 m tiefer lag als heute, mit dem Festland und den Nachbarinseln Bozcaada, Samothraki, Limnos verbunden war, lässt sich eine Besiedlung durch vorbäuerliche Jäger- und Sammlergruppen nicht belegen.
Die ältesten archäologischen Funde von Gökçeada stammen aus der Jungsteinzeit und zwar aus Eksino Sırtı und Aydıncik köyü im Südosten der Insel, wo steinzeitliche Werkzeuge aus Flint gefunden wurden. Etwas jünger ist die älteste Siedlung der Insel beim Uğurlu Höyük, die um 6700 v. Chr. entstanden ist. Um 6500 v. Chr. ließen sich hier Angehörige einer bäuerlichen Kultur aus Anatolien nieder. Zu dieser Zeit lag die Insel bereits 12 km von der Küste entfernt, der Meeresspiegel lag damals etwa 12 bis 18 m unter dem heutigen Niveau.  Diese Bauern bauten Weizen, Gerste und Erbsen an und züchteten vor allem Schafe und Ziegen, seltener auch Schweine, zudem hielten sie Hunde. Daneben wurden auch Hirsche und Hasen gejagt, die auf der damals stärker bewaldeten Insel lebten. Dieses älteste bekannte Bauerndorf der Ägäis bestand bis in die Frühe Bronzezeit.
Weitere Funde aus der frühen Bronzezeit kommen von Pirgoz an der Südspitze der Insel und aus fünf weiteren Orten an der Ostküste. Die gefundene Keramik gleicht derjenigen von Troja I und II (Hisarlık Tepe, 3400-2400 v. Chr.), das damals eine Hafenstadt war. Die wichtigste Siedlung dieser Zeit wurde beim Yenibademli Höyük / Áyos Floros Tepe ausgegraben, der damals am südöstlichen Ende der bis dahin reichenden A. Nikólaos-Bucht lag, heute aber 1,5 Kilometer von der Küste entfernt liegt. Geoarchäologische Sondierungen ergaben, dass die Ebene des Büyükdere früher eine große Bucht – die Büyükdere-Bucht – war, die ins Landesinnere reichte und im Laufe der Zeit vom Büyükdere / Megálo Potamós aufgefüllt wurde. Die Bewohner von Yenibademli Höyük hatten enge kulturelle Beziehungen zur Troas. Neben Ackerbau und Viehzucht betrieben sie Jagd auf Damhirsche und Feldhasen; Fischerei war weniger wichtig.
Aus der späten Bronzezeit sind fast keine Funde bekannt, lediglich beim Yenibademli Höyük und bei Pirgoz wurde mykenische Keramik gefunden. Umstritten ist, ob der Name der Insel bereits in mykenischer Zeit indirekt bezeugt ist. Ein Täfelchen aus Knossos in der Linearschrift B zeigt den Männernamen i-mi-ri-jo (KN Db 1186, 14. Jahrhundert v. Chr.), was als Imrios „Imbrier“ gedeutet werden kann, zumal in Texten aus Pylos lemnische Sklavinnen genannt werden. Dies wird nicht allgemein anerkannt, und ein Deutung als griechischer Name Hīmerios wird alternativ vorgeschlagen.

### Antike
Die Insel und die Stadt Imbros (Ἴμβρου ἄστυ) wurden erstmals von Homer genannt: zwischen der „felsigen Imbros“ (Ἴμβρος παιπαλοέσση, Ímbros paipaloéssē) und Tenedos habe in der Tiefe des Meeres Poseidon seine Pferde angebunden und gefüttert (Ilias 13, 32-38), während zwischen Imbros und Samothrake Thetis in einer unterseeischen Grotte zusammen mit anderen Meergöttinnen den Tod Achills beklagte (Ilias 24, 78). Die später geschriebene homerische Hymne an Apollon nennt Imbros eine „gutgebaute Stadt“ (πόλις εὐκτιμένη).
Archäologisch wurde bei Kaleköy / Kástro spätgeometrische und archaische Keramik (ca. 800 bis 500 v. Chr.) gefunden. Damals lebten auf der Insel Etrusker, wie antike Autoren angaben. Da auf der benachbarten Insel Lemnos mehrere lemnische Inschriften, eine dem Etruskischen nahestehende Sprache, gefunden wurde, kann davon ausgegangen werden, dass diese Angaben stimmen. Es sind denn auch die Pelasger, die nach anderen antiken Autoren auf diesen Inseln gelebt haben sollen, mit diesen Etruskern zu identifizieren.
Im Jahr 512 v. Chr. eroberte der persische Feldherr Otanes die Inseln Imbros und Lemnos. Kurz nach 500 v. Chr. unterwarf Miltiades der Jüngere  die Insel Imbros für Athen, als eine wichtige Station des Schwarzmeerhandels und als Getreidelieferant. Auf dem Hügel Kaleköy / Kástro ist dann die athenische Kleruchen-Stadt Imbros entstanden. Die älteste antike Inschrift der Insel stammt aus der ersten Hälfte des 5. Jahrhunderts v. Chr. und ist im attischen Dialekt verfasst.
Die Insel Imbros gehörte zum Attischen Seebund und zahlte Tribute. Imbrier halfen 428/7 v. Chr. Athen, den Aufstand der lesbischen Stadt Mytilene zu unterdrücken, und unterstützten Athen auch im Krieg gegen Sparta und auf Sizilien. Unklar ist, ob Athen nach der Niederlage im Jahre 404 v. Chr. im Peloponnesischen Krieg die Insel verlor oder nicht. Jedenfalls wurde im Königsfrieden im Jahr 387 v. Chr. bestimmt, dass die Inseln Imbros, Lemnos und Skyros wie früher zu Athen gehören sollen. Dreißig Jahre später wurden Imbros und Lemnos von Feinden der Athener geplündert. Der makedonische König Philipp II. kämpfte mit Athen um Imbros und führte von der Insel Gefangene fort. 318 v. Chr. besetzte der makedonische Feldherr Antigonos I. Monophthalmos die Inseln Imbros und Lemnos, gab diese aber 307 v. Chr. den Athenern zurück. Auch der makedonische König Philipp V. besetzte um 200 v. Chr. die Insel und gab sie 196 v. Chr. den Athenern zurück. Die Insel verblieb in athenischem Besitz auch, nachdem Athen zum Römischen Reich kam. Anhand von Münzprägungen ist denkbar, dass die Insel zur Zeit von Augustus kurzzeitig unabhängig von Athen war. In der ersten Hälfte des 4. Jahrhunderts n. Chr. verlor Athen die Insel, die dann zur Provinz Thrakien kam. Bei der Reichsteilung fiel Imbros zum Oströmischen Reich.
Imbros prägte während der ganzen Antike eigene Münzen aus Bronze, teilweise mit den athenischen Motiven, nämlich dem behelmten Kopf der Athena auf der Vorderseite und der Eule auf der Rückseite mit der Inschrift ΙΜΒΡΙΩΝ. Vom 4. bis zum 2. Jahrhundert v. Chr. wurden zudem Münzen herausgegeben, die auf der Vorderseite den Kopf einer Göttin, vielleicht Demeter, und auf der Rückseite den phallischen Gott Orthanes abbildeten. Zwei Münzen, die in die frühe Römerzeit zu datieren sind, zeigen auf der Vorderseite eine Heuschrecke, auf der Rückseite einen Kranz und die Inschrift ΑΘΕ für „Athener“ und darunter ΙΝΒΡΙ für „Imbrier“.
Die antike Stadt Imbros lag auf dem Hügel Kaleköy / Kástro, der im Norden steil ins Meer hinabfällt, auf der Südseite sich zur Ebene herabsenkt. Sie wurde archäologisch nur schlecht erforscht. Die Stadtmauern sind zum Teil noch erkennbar. Inschriften nennen ein Theater und ein Prytaneion, von denen heute keine Spuren mehr erkennbar sind. Im Westen der Stadt lag der antike unbefestigte Hafen in der Bucht Kale Koy / Áyios Nikólaos, der von einer künstlichen Hafenmole im Norden geschützt wurde. In der Bucht sind noch im Wasser antike Überreste erkennbar.
Die Athenischen Kleruchen brachten ihre Familien, Sitten, Kultur, Gesetze, Sprache und Gottheiten, wie Athena Polias oder Apollon Patroos, auf die Insel, was anhand gefundener Objekte und Inschriften deutlich wird und auch von antiken Autoren, die nur spärlich über Imbros berichten, bezeugt wird. Dass die ursprünglich einheimischen Imbrier nicht völlig vertrieben wurden, ergibt sich daraus, dass einige Personen in imbrischen Inschriften sich ausdrücklich „Imbrier“ nannten und auch höhere Ämter einnehmen konnten. Zudem überlebten auch alte religiöse Kulte, besonders die Verehrung des auf Münzen abgebildeten Orthanes und der Kult der „Großen Götter“ (Μεγάλοι Θεοί), die auch auf den benachbarten Inseln Lemnos und Samothrake verehrt wurden. Ihr Heiligtum wurde bei Roxado (Ροξάδο), westlich des Flughafens unterhalb des Dorfes Zeytinliköy / Áyii Theódori gefunden, aber nicht erforscht.

### Byzantinische und osmanische Zeit

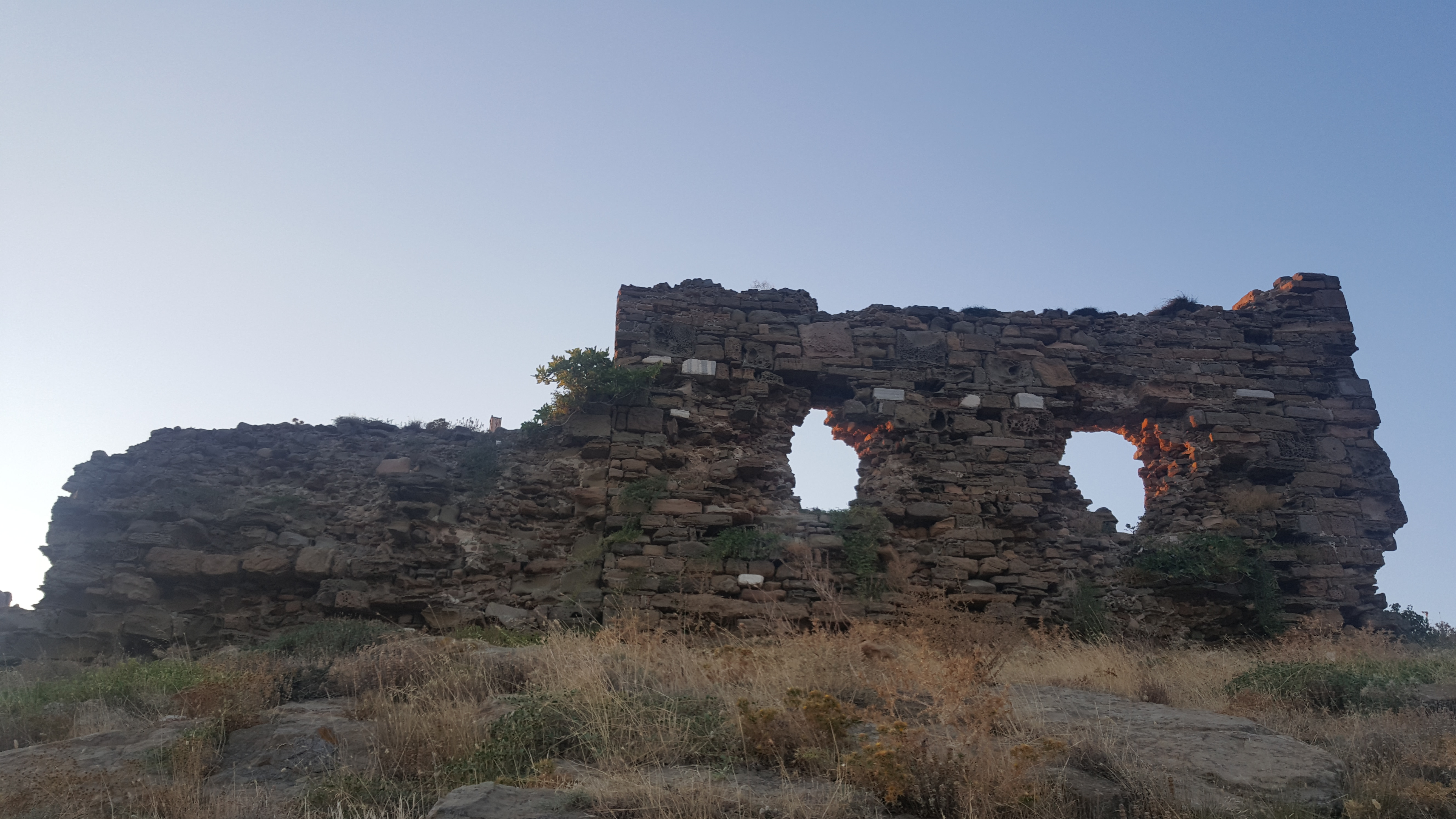
Byzantinische Festung bei Kaleköy / Kástro

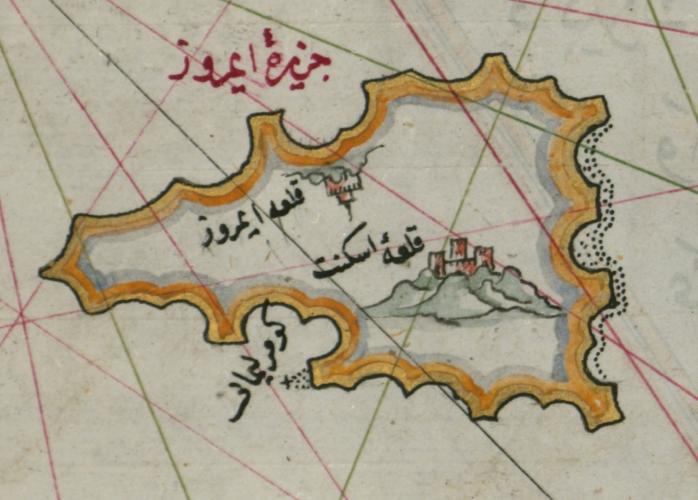
Karte von Piri Reis, 1. Hälfte 16. Jahrhundert, der Insel İmroz, die beiden Orte auf der Insel sind İmroz (oben), und İskinit (Schinudi, in der Mitte). Der Hafen heißt Kömür Limanı

Nach dem Untergang des Römischen Reiches verblieb Imbros beim Byzantinischen Reich und gehörte entweder zum Thema Ägäis oder zum Thema Thrakien. Im Jahr 776 Jahren wurde die Insel von slavischen Piraten heimgesucht und Imbrier als Gefangene nach Bulgarien verschleppt. Nachdem Konstantinopel 1204 während des Vierten Kreuzzuges eingenommen wurde, kam Imbros zum Lateinischen Kaiserreich, das bis 1261 bestand. Danach gehörte es wieder zum Byzantinischen Reich.
1397 ernannte der byzantinische Kaiser Manuel II. (1391–1425) Imbros zum Erzbistum; der erste Metropolit war Georgios. Zudem soll er die Insel der Republik Venedig als Preis für Hilfsleistungen angeboten haben. Sein Nachfolger Johannes VIII. Palaiologos (1425–1448) gab die Insel als Lehen dem Genuesen Palamede Gattilusio, der Archon von Ainos (1409–1455) war. Um 1440 restaurierte der imbrische Statthalter Manuel Asanes Laskares die byzantinische Festung bei Kaleköy / Kástro, die den Hafen der Insel überwachte. Dorino II. Gattilusio, Sohn und Nachfolger von Palamede, wurde 1456 vom osmanischen Sultan Mehmed II. abgesetzt, der die Verwaltung der Insel dem Imbrioten Kritobulos übergab, der durch geschicktes Verhandeln einen Krieg verhinderte und die Bevölkerung veranlasste, sich freiwillig dem Sultan zu unterstellen. 1466 gelang es Venedig während des Osmanisch-Venezianischen Krieges (1463–1479) die Insel einzunehmen, worauf Kritobulos seine Heimat verlassen musste. Am 5. Juni 1470 wurde Imbros wieder osmanisch.
Da die Imbrier die Osmanen gegen die Venezianer unterstützten, wurden ihnen einige Steuern erlassen. Die Insel wurde dann dem osmanischen Sancak Gelibolu eingegliedert. In einem Steuerbuch dieses Sancaks aus dem Jahre 1519 werden die beiden Städte Balyanbolu (Kaleköy / Kástro) und İskinit (Dereköy / Schinúdi) genannt, sowie die beiden Dörfer Ayatodori (Zeytinliköy / Ágii Theódori) und Ayavirini. 1534 kam die Insel zu osmanischen Provinz Cezayir-i Bahr-ı Sefıd („Mittelmeerinseln“) und gehörte zum Gerichtsbezirk (kaza) Limni (Lemnos). Die Insel erlebte einen wirtschaftlichen Aufschwung und die Bevölkerung nahm stark zu und hatte 1569 bereits sieben Dörfer, neben den beiden Städten.
Während des Russisch-Türkischen Kriegs (1768–1774) wurde Imbros im Jahre 1770 von russischen Truppen besetzt und kam 1774 wieder zum Osmanischen Reich. 1831 wurde Imbros ein eigener Gerichtsbezirk und gehörte dem Sancak Biga an. Acht Jahre später erhielt die Insel weitere Steuernachlässe. Als Sultan Abdülmecid I. die Insel besuchte, wurden die Steuern nochmals gesenkt. 1859 zerstörte ein schweres Erdbeben mehrere Dörfer. Ein Jahr später wurden die ersten Schulen eröffnet, eine in Panayiá (heute Çınarlı) und eine in Schinúdi. Zwischen 1900 und 1905 wurde die Verwaltung und der Bischofssitz von Kaleköy / Kástro nach Panayia verlegt. Im Jahr 1908 kam sie zur Provinz Çanakkale.

### Neuzeit

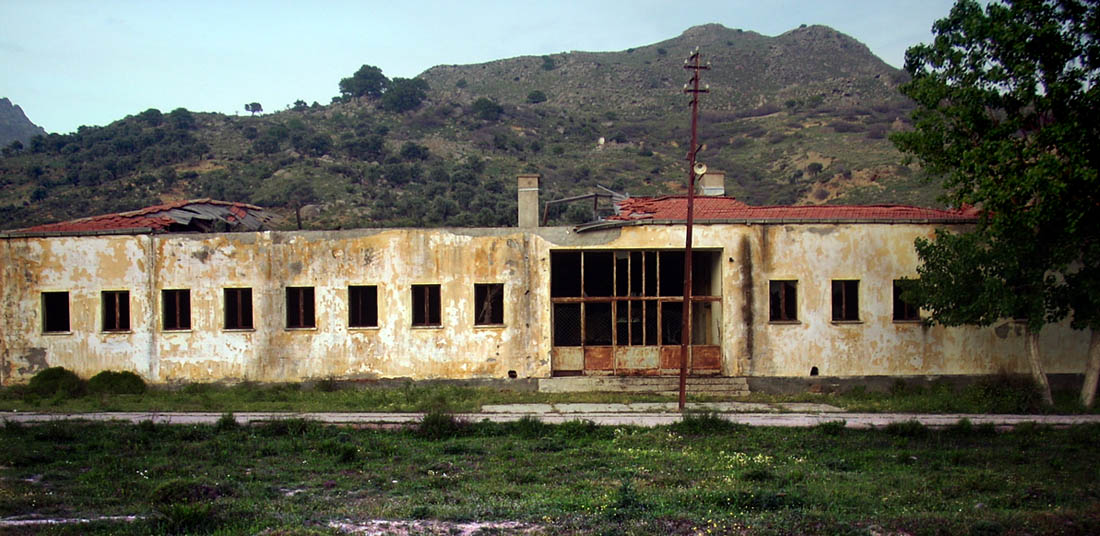
Das ehemalige „offene Gefängnis“ bei Şirinköy

Im November 1912 eroberte die griechische Flotte die Insel. Damals lebten auf der Insel 9357 Griechen und 99 Türken und unterstanden einem griechisch-orthodoxen Metropoliten. Als ein Jahr später der Londoner Vertrag geschlossen wurde, blieb die Lage der Insel ungewiss. Zwei Jahre später, während des Ersten Weltkrieges, besetzten die Alliierten die Insel, die eine wichtige Basis bei der missglückten Invasion der osmanischen Halbinsel Gelibolu durch die Alliierten war (Schlacht von Gallipoli, 1915–1916). Damals wurde von den Briten eine Landepiste in der Büyükdere-Ebene gebaut und die Franzosen bauten den Hafen Kaleköy Limanı / Áyios Nikólaos aus. In der Bucht von Aydınck / Kefaloz lag eine alliierte Flotte und in der Ebene dahinter wurden alliierte Soldaten in Zeltlagern stationiert.
Im Vertrag von Sèvres vom August 1920 wurde Imbros zusammen mit der Nachbarinsel Tenedos als Teil der Provinz Ostthrakien Griechenland zugesprochen. Dieser Vertrag wurde 1923 durch den Vertrag von Lausanne zu Gunsten der Türkei revidiert und Imbros und Tenedos wurden der neuen Republik Türkei zugesprochen. Dabei wurde auf einen Bevölkerungsaustausch verzichtet und die Türken mussten den Griechen Minderheitsrechte zugestehen. Zudem musste Imbros demilitarisiert werden. In Artikel 14 des Vertrags wurde den Griechen der Inseln ein Autonomiestatus zugesprochen. So sollte Imbros zwar unter türkischer Souveränität stehen, allerdings von einer unabhängigen Verwaltung geleitet werden, die auch das Polizeiwesen der Insel selbständig leiten sollte.
Im September 1923 zog Griechenland seine Truppen von der Insel ab. Mit dem Gesetz 1151 von 1927 wurde die Verwaltung der Insel neu geregelt, wobei diese gewisse Rechte verlor. Artikel 14 des Gesetzes führte dazu, dass die ersten griechischen Schulen auf der Insel geschlossen wurden. Die Situation der Griechen auf Imbros verbesserte sich, als 1930 ein Freundschaftsvertrag zwischen der Türkei und Griechenland geschlossen wurde, nur minimal. 1936 erhielt die Türkei im Vertrag von Montreux die volle Souveränität über die Dardanellen und die vorgelagerten Inseln Imbros und Tenedos, worauf die türkische Marine eine Basis auf der bis dahin entmilitarisierten Insel stationierte. 1939 wurde Imbros zur Militärzone erster Klasse erklärt. Der Besuch der Insel brauchte eine Sondergenehmigung. 1946 kamen erstmals türkische Siedler auf die Insel. 1952 wurde Artikel 14 des Gesetzes 1151 aufgehoben und die griechischen Schulen wieder eröffnet.
Wegen der Verschärfung des Zypernkonflikts im Jahr 1964 wurde der Freundschaftsvertrag mit Griechenland aufgehoben und es kam zu starken Repressalien gegen die griechische Bevölkerung. Der Artikel 14 des Gesetzes 1151 trat wieder in Kraft und der Griechischunterricht wurde verboten und in Folge alle griechischen Schulen geschlossen. Das Gesetz 1062 ermöglichte es, Grundstücke von Minderheiten zu enteignen und dem Militär zu übergeben. Dadurch verloren viele Griechen in Bademli / Glikí ihre Lebensgrundlage. 1965 wurde im Südwesten der Insel ein „offenes Landwirtschaftsgefängnis“ eröffnet. Die fruchtbare Ebene im Südwesten der Insel wurde enteignet und dem Gefängnis übergeben. Zudem soll es zu Übergriffen auf die griechische Bevölkerung seitens der Insassen gekommen sein. Diese Maßnahmen entzogen vielen Griechen aus Dereköy / Schinúdi die Lebensgrundlage. 1966 wurden weitere Ländereien in der Ebene des Büyükmendere enteignet und der neu gegründeten Staatsfarm übergeben. Im folgenden Jahr wurden viele griechische Kapellen vandalisiert und die Kirche in Kaleköy / Kástro in Brand gesetzt. Am 29. Juni 1970 wurden der Name der Insel und die griechischen Ortsnamen der Insel offiziell durch neue türkische Namen ersetzt. All diese Maßnahmen führten zu einer verstärkten Auswanderung der Griechen, so dass sich die griechische Bevölkerung um die Hälfte reduzierte, von 5487 im Jahr 1960 auf 2571 im Jahr 1975, während sich die Anzahl Türken in derselben Zeit von 289 auf 4040 Personen erhöhte. Bis 1984 verringerte sich die Anzahl Griechen auf 472 Personen, die Anzahl der Türken erhöhte sich auf 7138, zumal türkische Siedler sich auf der Insel niederließen. So wurde 1974 das Dorf Şahinkaya gegründet und 1984 die Dörfer Yenibademli und Uğurlu. 1991 wurde das „offene Gefängnis“ geschlossen.
1992 wurde der Status als Militärzone aufgehoben und 1993 das Spezialvisum für die Insel abgeschafft. Gleichzeitig wurde die Insel für den Tourismus geöffnet, was zu einer Verbesserung der Situation führte. Als sich in den 2000er Jahren die Beziehungen zwischen Griechenland und der Türkei entspannten, begannen sich auch die Bedingungen für die verbliebene griechische Bevölkerung zu verbessern. 2008 veröffentlichte der Europarat die Resolution 1625, in der Schritte festgelegt wurden, die zur Verbesserung und auch zur Wiedergutmachung von angerichteten Schäden am griechischen Erbe der Insel führen sollen. In den letzten Jahren ist eine Erholung zu verzeichnen, da viele ausgewanderte Inselbewohner ihren Besitz renovieren und zumindest den Sommer dort verbringen. Im Jahr 2011 besuchte der griechische Außenminister Stavros Lambrinidis die Insel. 2012 wurde in Zeytinliköy / Áyii Theódori die erste griechische Schule seit 1965 eröffnet.
Die Insel nimmt am Projekt Cittàslow teil.

## Bildung

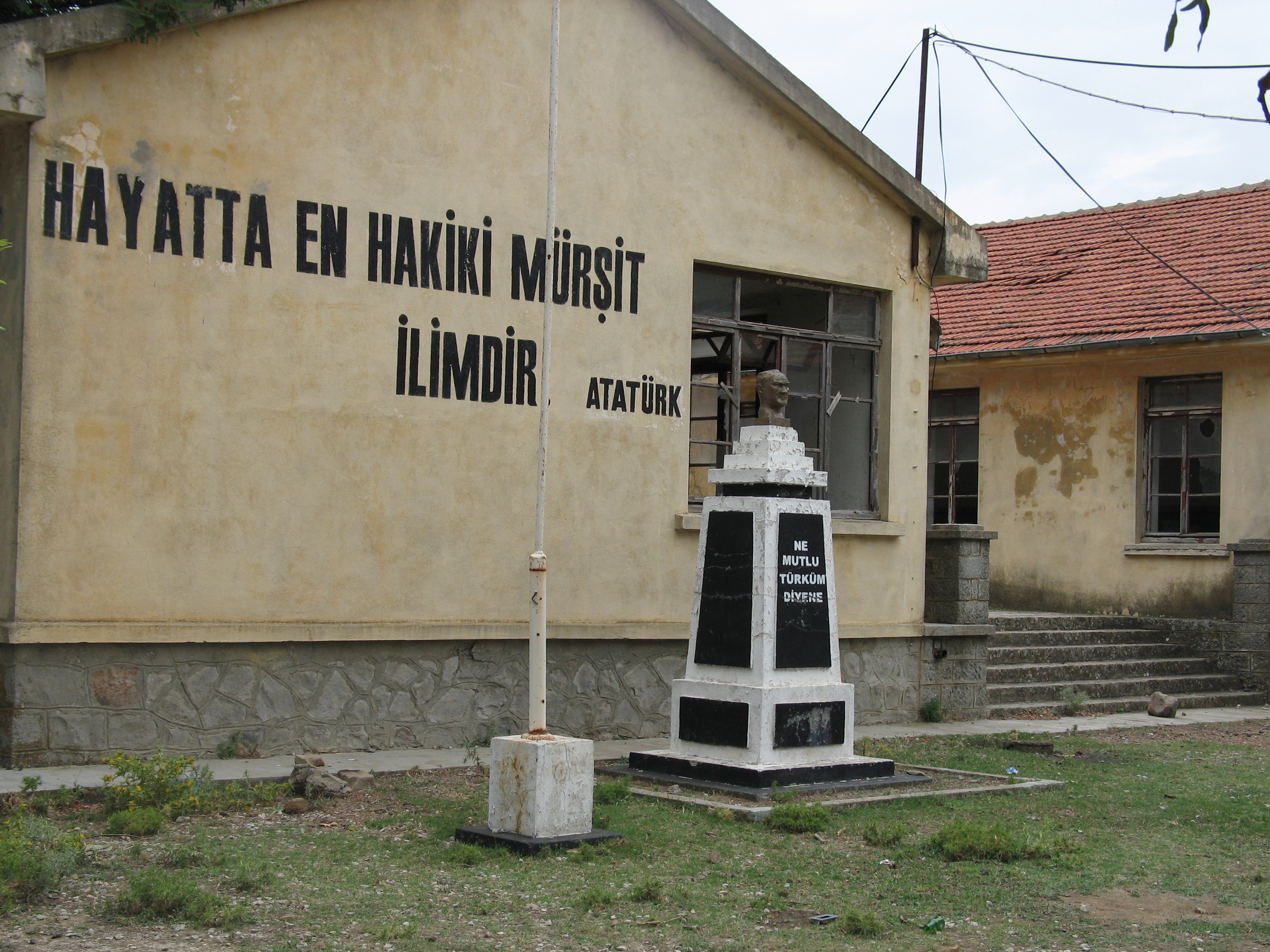
Verfallende Volksschule auf Gökçeada

Auf der Insel befinden sich drei Volksschulen, in denen insgesamt 823 Schüler unterrichtet werden. In den mittleren Schulen werden 605 Schüler unterrichtet. 106 Lehrer sind an Schulen auf der Insel angestellt. Des Weiteren gibt es drei Gymnasien und eine Berufshochschule. Auf Gökçeada wird eine Bibliothek mit 11.081 Büchern von drei Angestellten betrieben. Die Alphabetisierungsrate liegt bei 95 Prozent.
Nach fast 50 Jahren wurde in Zeytinliköy / Áyii Theódori eine private griechische Grundschule im September 2013 wieder eröffnet, in der damals nur drei Schüler unterrichtet wurden. Die Schule wurde 1951 gegründet und 1964 vom türkischen Staat geschlossen. 2015 wurden erstmals seit 1964 auch ein griechisches Gymnasium und Lyzeum, die in einem Gebäude in Tepeköy / Agrídia untergebracht sind, wiedereröffnet, in denen insgesamt 11 Schüler unterrichtet werden.

## Dörfer

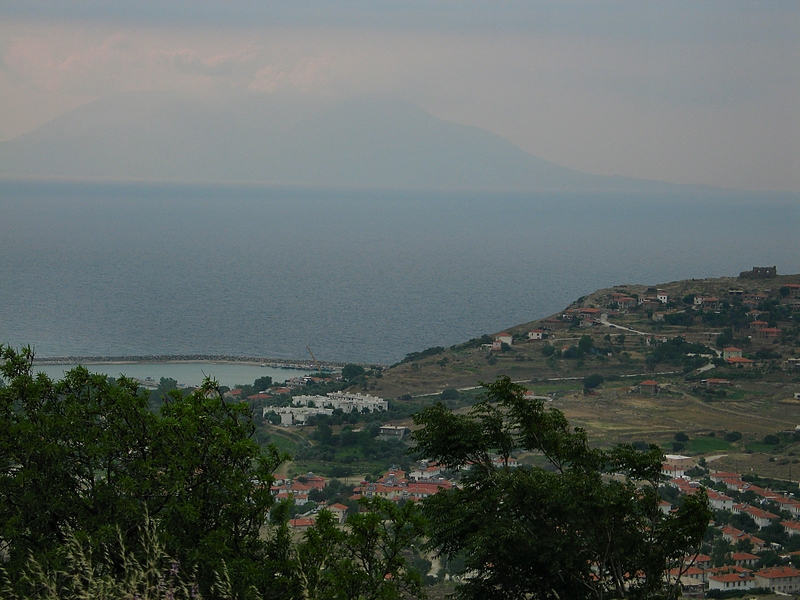
Sicht auf Kaleköy / Kástro mit der Ruine der byzantinischen Festung und dem Hafen Kale Koyu / Áyios Nikólaos. Im Vordergrund, von Büschen teilweise verdeckt, das Dorf Yenibademli, im Hintergrund die Insel Samothraki.

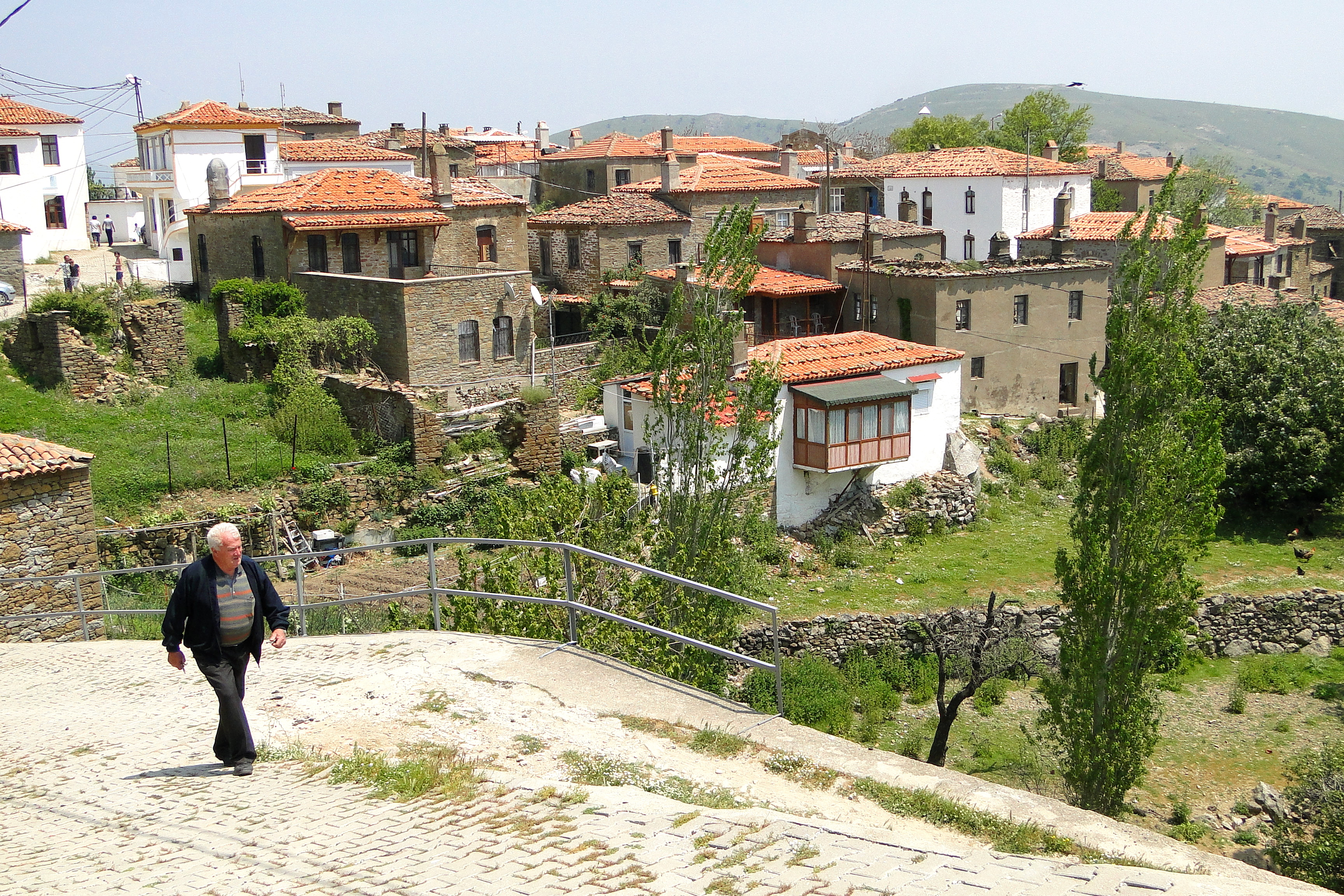
Tepeköy / Agrídia

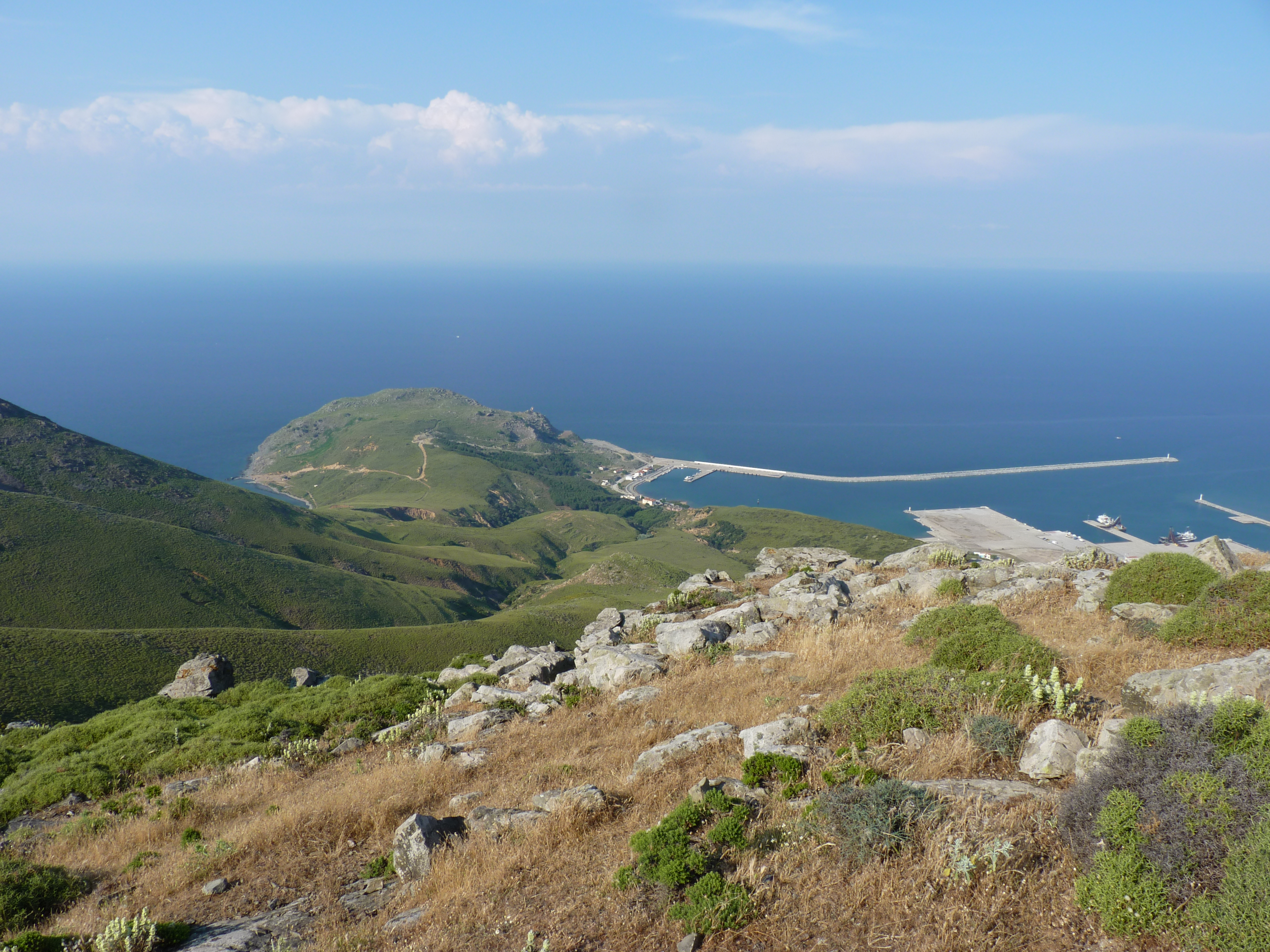
Kuzulimanı

- Çınarlı / Panayiá (Παναγιά), auch Gökçeada und oft auch Merkez (türk. „Mitte, Zentrum“) genannt, ist der moderne Hauptort der Insel. Er liegt im Südosten der Ebene des Büyükdere und östlich des Flughafens. Der Ort ist in osmanischer Zeit entstanden, als die byzantinische Bergstadt auf der Arassiá verlassen wurde.
- Yenimahalle („Neuer Ort“) / Evlámbio (dial. Avlambiú, Εὐλάμπιο) war bis 1971 ein Dorfteil von Çınarlı / Panayiá.
- Kaleköy („Burgdorf“) / Kástro (Κάστρο) ist das einzige Küstendorf und liegt über dem alten Hafen Kale Koyu / Áyios Nikólaos unterhalb der byzantinischen Festung und den Überresten der antiken Stadt Imbros. Hier war auch der Sitz des Metropoliten von Imbros. Die baufällig gewordene Metropolis Ayía Marína wurde neu restauriert und dient als kleines Museum. Heute leben hier einige Kurden.
- Yenibademli ist ein Dorf, das 1984 von türkischen Familien aus Isparta gegründet wurde. Es liegt unterhalb von Kaleköy / Kástro.
- (Eski) Bademli / Glikí (Γλυκύ) ist ein altes griechisches Dorf südöstlich von Kaleköy / Kástro an einem Berghang. Die Bevölkerung besteht zur Hälfte aus Griechen und zur Hälfte aus Türken.
- Zeytinliköy („Olivendorf“) / Áyii Theódori (Άγιοι Θεόδωροι) ist ein griechisches Bergdorf oberhalb der Ebene des Büyükdere. 2013 wurde hier die erste griechischsprachige Schule der Insel geöffnet. Im Dorf ist ein Museum des hier gebürtigen Patriarchen Bartholomeos I.
- Tepeköy („Bergdorf“) / Agrídia (Αγρίδια) ist ein griechisches  Bergdorf am Südhang des Berges Ulukaya Tepe / Áyios Dimítrios. Das Dorf hat den griechischen Charakter am besten bewahrt. 2015 wurde ein griechisches Lyzeum eröffnet. Nördlich des Dorfes liegt der traditionelle Festplatz des Dorfes namens Pınarbaşı „Quellkopf“ / Spiliá (Σπηλιά „Höhle“) mit einer historischen Platane. Dieser war bis vor kurzem militärisches Sperrgebiet mit einem Bunker. Dieser wurde neulich zurückgebaut und der Ort wurde touristisch zurechtgemacht. Unterhalb der Küste liegt das verlassene Kloster A. Dimítrios, wo ein antiker Hermestempel vermutet wird.
- Dereköy „Bachdorf“ / Schinúdi (Σχοινούδι) ist ein griechisches Dorf, das in der Karte von Piri Reis (1470–1554) als İskinit (اسكنت) eingezeichnet ist. Vermutlich wohnten bereits in der Antike Bauern in der Umgebung des Dorfes. Entstanden ist es spätestens nachdem die byzantinische Bergfestung Eskikale / Paleókastro südlich des Dorfes aufgegeben wurde. 1923 war Schinudi das größte Dorf der Insel.
- Şahinkaya („Bussardfels“) im Südwesten der Insel wurde 1973 von Bewohnern des Dorfes Şahinkaya (Landkreis Çaykara), gegründet, nachdem ihre Häuser einem Erdrutsch zum Opfer gefallen waren.
- Şirinköy ist ein modernes Dorf im Südwesten der Insel. Es wurde 1996 von rund 80 bulgarischen Türken gegründet, die unter dem Regime von Schiwkow vertrieben wurden. Zu ihnen gesellten sich Siedler aus der Provinz Erzurum. Vorher befand sich hier ein offenes Gefängnis, wo straffällige Türken ohne strenge Aufsicht untergebracht worden waren und auf den Feldern arbeiten mussten.
- Uğurlu ist ein modernes Dorf im Südwesten der Insel und wurde 1984 von türkischen Siedlern aus Muğla und Burdur gegründet. Nördlich des Dorfes wird beim Uğurlu Höyük ein steinzeitliches Dorf ausgegraben.
- Eşelek ist ein Dorf im Südosten der Insel. Es wurde im Jahr 2000 von Bewohnern des Dorfes Eşelek im Landkreis Biga (Prov. Çanakkale) gegründet, die ihr Dorf aufgrund des Baus der Bakacak-Talsperre verlassen mussten.
- Kuzulimanı / Áyios Kírikos (Άγιος Κήρυκος) ist der moderne Fährenhafen im Nordosten der Insel, der in den 1970er Jahren ausgebaut wurde. Von hier aus gibt es Fährverbindungen nach Çanakkale und Eceabat

Siehe auch: Liste der Ortsnamen auf Gökçeada / Imvros

## Söhne und Töchter der Insel
- Kritobulos von Imbros (um 1400/10 – nach 1468), byzantinischer Historiker
- Nikolaos P. Andriotis (1906–1976), griechischer Sprachwissenschaftler und Neogräzist
- Iakovos von Amerika  (1911–2005), Primas der griechisch-orthodoxen Erzdiözese von Nord- und Südamerika
- Bartholomeos I. (* 29. Februar 1940), griechisch-orthodoxer Patriarch von Konstantinopel